# La raccolta (Neri per Caso)
La raccolta è il secondo greatest hits del gruppo vocale italiano dei Neri per Caso, ottavo album pubblicato dal gruppo salernitano con l'etichetta discografica EMI Music nel 2002.
La copertina dell'album è stata disegnata da Bruno Brindisi.

## Tracce
1. Amore psicologico
2. Tu sei per me
3. Le ragazze
4. Sentimento pentimento
5. Donne
6. 'A malatia 'e l'America
7. Quando
8. Mai più sola
9. Ancora un po' a est
10. Quello che vuoi
11. Io ci sarò
12. Centro di gravità permanente
13. Fortuna
14. Sarà
15. Che cosa sei
16. Un angelo blu
17. Here, There and Everywhere

## Formazione
- Ciro Caravano
- Gonzalo Caravano
- Diego Caravano
- Mimì Caravano
- Mario Crescenzo
- Massimo de Divitiis